# 機械可読目録
機械可読目録（MARC、MAchine-Readable Cataloging）は、図書館情報学に関わる規格。MARC規格にはMARCフォーマットと関連文書があり、書誌情報や関連情報を機械が読める形式で表現し通信するための規格である。定義されている書誌データフォーマットは、1960年代に米国議会図書館のヘンリエッテ・エイブラムが開発したものである。また、コンピュータ同士が書誌情報を交換し利用し解釈するための通信プロトコルを提供している。そのデータ要素は、今日のほとんどの図書目録の基礎となっている。

## 概要
MARCのレコード構造は ISO 2709（ANSI/NISO Z39.2）を実装したものである。MARCレコードは、レコード構造、内容指示、そのレコード内のデータ内容という3要素から成る。レコード構造は国家規格や国際規格（例えば、Z39.2、ISO 2709）の実装である。内容指示とは、「レコード内のデータ要素を明確に特定し特徴付けるために確立されたコードや規約」であり、それらの操作をサポートする。MARCレコードのデータ要素の内容はフォーマットとは異なる規格で定義されており、AACR2、L.C. Subject Headings、MeSHなどがある。
MARCフォーマットの将来は、図書館情報学界では世界的に議論の的になっている。一面ではそのフォーマットは複雑すぎるし古い技術に基づいている。しかしまた一面では、同程度の粒度の代替となる書誌フォーマットが存在しないという事実もある。数万の図書館で数十億点のレコードがあり（例えば、OCLCだけで5000万レコードを有する）、それが一種の慣性を形成しているとも言える。

## MARCフォーマット
典拠 (authority) レコード
個人名、件名、統一表題に関する情報を提供する。
書誌 (bibliographic) レコード
書誌資源（書籍、録音、ビデオ、その他）の書誌情報や物理形状について記述するレコード。
分類 (classification) レコード
内容（主題）による分類についてのデータを保持するレコード。
コミュニティ情報 (community information) レコード
サービスを提供する機関についてのレコード。例えば、ホームレスシェルターの情報、税務相談提供者の情報など。
所蔵 (holdings) レコード
図書館の資産としての情報（番号、棚の位置、所有する冊数など）

## MARC 21
MARC 21 は新しいフォーマットではない。アメリカ合衆国のMARCは1980年代には USMARC と呼ばれるようになり、同時にカナダにはそれと若干異なるCAN/MARCが存在していた。両フォーマットに若干の修正を加え、1997年に統合したのが MARC 21 である。名称は来るべき21世紀を意識したものである。大英図書館は1975年以来保守してきたUKMARCの開発をやめ、MARC 21 を採用することを発表した。
MARC 21 はANSI規格 Z39.2 に基づいており、異なるソフトウェア製品を使っていても相互に通信しデータを交換できる。MARC 21 は元々のMARCのレコードフォーマットを今後のために再定義し、国際的なアクセス可能性を高めたものである。MARC 21 では前節に挙げた5種類のデータのフォーマットを定義している。MARC 21 の採用はアメリカ、カナダを初めとして、ヨーロッパ各国に広がりつつある。
MARC 21 ではMARC-8とUTF-8で符号化されたUnicodeを文字セットとして使用できる。MARC-8は ISO 2022 に基づく規格で、ヘブライ文字、キリル文字、アラビア文字、ギリシャ文字、東アジアの文字（漢字）を使うことができる。UTF-8フォーマットの MARC 21 ではUnicodeでサポートするあらゆる言語を利用可能である。

## MARCからの派生
MARCには様々な国ごとおよび国際的な派生規格がある。
- MARC 21: USMARCとCAN/MARCの調和 (harmonization)。アメリカ議会図書館のネットワーク開発・MARC規格部門が保守している。
- AUSMARC: オーストラリア国家規格のMARC。1973年、National Library of Australia が発行。1991年、USMARCを取り入れた。
- BIBSYS-MARC: ノルウェーの大学図書館や国立図書館などで使われていたフォーマット。
- NORMARC: ノルウェー国家規格のMARC。MARC21ベース。
- danMARC2: デンマーク国家規格のMARC。MARC21ベース。
- FINMARC: フィンランド国家規格のMARC
- SWEMARC: スウェーデン国家規格のMARC
- INTERMARC: フランス国立図書館が使っているMARC
- UNIMARC: IFLAが1977年に策定した国際規格。フランス、イタリア、ロシア、ポルトガル、ギリシャなどで公式規格として採用されている。日本の国立国会図書館が採用しているJAPAN/MARCもUNIMARCに準拠している。
- CMARC: 中華民国（台湾）国家規格のMARC。UNIMARCベース。
- KORMARC: 大韓民国国家規格のMARC。KS X 6006
- MARCBN: ポーランド国家規格のMARC。MARC21ベース。
- IDSMARC: スイス、ルクセンブルク、リヒテンシュタインの準国際規格。MARC21ベース。
- JAPAN/MARC: 日本の国立国会図書館で使用されるMARC

ドイツでは、MARCフォーマットとは異なる MAB (Maschinelles Austauschformat für Bibliotheken) が使われている。

## 日本の公共図書館においてのMARC
国会図書館で国内統一規格をも目指し作られたJAPAN/MARCであったが、組織が遅かったために公共図書館での採用はほとんど進まず、1980年代に民間企業がMARCの取扱いを開始し、デファクトスタンダードとなっている。（詳しくはこの項を参照の事）